# Philipp Rauenbusch

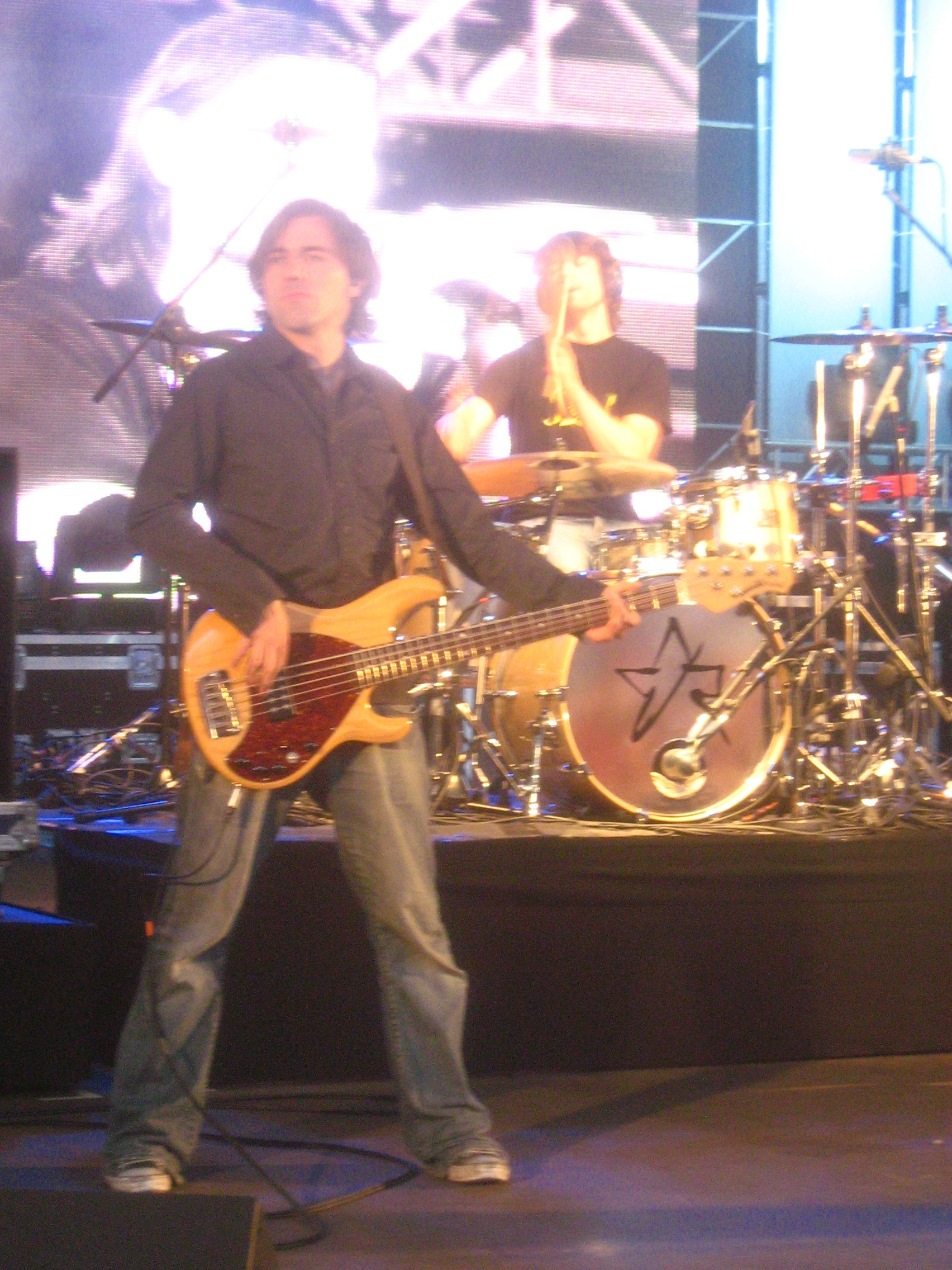
Philipp Rauenbusch. Teatr Letni, Szczecin

Philipp Rauenbusch (* 7. Mai 1973) ist ein deutscher Bassist und war Mitglied der Band Reamonn.

## Leben
Philipp Rauenbusch wuchs im Müllheimer Teilort Niederweiler im Markgräflerland auf und begann im Alter von zehn Jahren, Klavier zu spielen, seit seinem 16. Lebensjahr spielt er Bass. Er besuchte die Jazz & Rock-Schule in Freiburg sowie die Bass-Schule in München und studierte in Karlsruhe und an der Pädagogischen Hochschule Freiburg (PH) Klavier und Kontrabass.
Seine Musikerlaufbahn begann er in der Schülerband Refrigerators des Markgräfler Gymnasiums in Müllheim und bei der Freiburger Band B. B. Bernhard. Beide Gruppen bestehen heute noch. Außerdem wirkte er als Bassist bei der christlichen Jugendarbeit Ten Sing mit. Hier wirkte er beim Ten Sing-Deutschland Projekt mit, bei dem er auf bundesweiten Touren große Bühnenerfahrung erwarb.
1998 wurde er Bassist von Reamonn.
2005 kreierte Philipp Rauenbusch in Zusammenarbeit mit der Fa. Rodguitars seinen eigenen Bass: den Career-Sportbass. Außerdem steht Rauenbusch beim Hersteller Music Man als Endorser unter Vertrag und spielt einen 5-saitigen Music Man Stingray Bass.
Seit Ende 2010 ist er Mitglied der Band Stereolove, welche er mit Sebastian Padotzke, Uwe Bossert und Mike Gommeringer von Reamonn mit dem Sänger Thomas Hanreich gründete; außerdem spielte er in der deutschen Band Otto Normal.
Seit 2019 ist er musikalischer Leiter bei The Masked Singer. Heute lebt er in Köln.